# Herb Magidson
Herbert A. Magidson, né le 7 janvier 1906 et mort le 2 janvier 1986, est un parolier populaire américain. Son travail a été utilisé dans plus de 23 films et quatre revues de Broadway. Il a remporté le premier Oscar de la meilleure chanson originale en 1934.